# سیارک ۶۹۳
سیارک ۶۹۳ (به انگلیسی: 693 Zerbinetta، نامگذاری:1909HN) ششصد و نود و سومین سیارک کشف شده‌است که در ۲۱ سپتامبر ۱۹۰۹ و در هایدلبرگ کشف شد.
قدر مطلق سیارک برابر ۹٫۳۸ است.